# 제천시의회
제천시의회는 충청북도 제천시 지역을 관할하는 기초의회이다.